# マーゲリット・マーシュ
マーゲリット・マーシュ（Marguerite Marsh、1888年4月18日 - 1925年12月8日）は、サイレント時代のアメリカ合衆国の女優。1911年から1923年の間に70本以上の映画に出演した。キャリアの早い段階で、彼女はマーガレット・ラヴリッジ（Margaret Loveridge）として知られていた。

## 略歴
マーシュはカンザス州ローレンスで S・チャールズ・マーシュとメイ・T・ウォーンの長女として生まれ、ニューヨークで気管支肺炎の合併症で亡くなった。彼女は女優のメエ・マーシュ、編集技師のフランシス・マーシュ、撮影監督のオリヴァー・T・マーシュの姉妹であった。
カリフォルニア州ロサンゼルスにおける1910年の国勢調査によると、マーゲリット・マーシュは母親のメイと継父のウィリアム・ホールと暮らしており、ドナルド・ラヴリッジと結婚し、娘のレスリー・ラヴリッジがいると記載されていた。マーゲリットの娘は、マーゲリットの妹であるメエと一緒に『エルダーブッシュ峡谷の戦い』 (1913年) という映画に出演した。
1915年、彼女はリライアンス＝マジェスティック・スタジオに参加。『The Housemaid』が、その会社における彼女の最初の映画となった。それ以前は、バイオグラフ・カンパニーとキーストン・スタジオで働いていた。

## 主な出演作品
- Under Burning Skies (1912年、短編)
- A Voice from the Deep (1912年、短編)
- Just Like a Woman (1912年、短編)
- The New York Hat (1912年、短編)
- Threads of Destiny (1914年)
- Without Hope (1914年)
- Runaway June (1915年)
- The Price of Power (1916年)
- Little Meena's Romance (1916年)
- Susan Rocks the Boat (1916年)
- 『親切男』 - Mr. Goode, Samaritan (1916年)
- Casey at the Bat (1916年)
- The Devil's Needle (1916年)
- 『イントレランス』 - Intolerance (1916年)
- The Americano (1916年)
- Fields of Honor (1918年)
- Our Little Wife (1918年)
- Conquered Hearts (1918年)
- The Master Mystery (1918年)
- The Carter Case (1919年)
- A Royal Democrat (1919年)
- The Eternal Magdalene (1919年)
- The Phantom Honeymoon (1919年)
- Wits vs. Wits (1920年)
- Women Men Love (1920年)
- The Idol of the North (1921年)
- Oh Mary Be Careful (1921年)
- 『歩み疲れて』 - Boomerang Bill (1922年)
- 『鉄より金へ』 - Iron to Gold (1922年)
- 『法に直面して』 - Face to Face (1922年)
- The Lion's Mouse (1923年)